# Deepfake
Deepfakes (una palabra combinada de aprendizaje profundo y falso, en inglés deep learning y fake), o ultrafalsos, son imágenes, videos o audios que son editados o generados utilizando herramientas de inteligencia artificial, y que pueden mostrar personas reales o inexistentes. Son un tipo de medio sintético y una forma moderna de broma mediática.
Aunque el acto de crear contenido falso no es nuevo, los deepfakes aprovechan de manera única las herramientas y técnicas tecnológicas del aprendizaje automático y inteligencia artificial, incluyendo algoritmos de reconocimiento facial e inteligencias artificiales como autoencoders variacionales (VAE) y redes generativas adversativas (GANs). Los deepfakes han atraído una amplia atención por su uso potencial en la creación de material de abuso sexual infantil, videos pornográficos de celebridades, pornografía de venganza, noticias falsas, estafas, acoso y fraude .
Los académicos han expresado su preocupación por el potencial de los deepfakes para ser utilizados para promover desinformación, discurso de odio e interferir en elecciones. La industria de tecnologías de la información y los gobiernos han respondido con recomendaciones para detectar y limitar su uso.
Desde el entretenimiento tradicional hasta los videojuegos, la tecnología deepfake ha evolucionado para ser cada vez más convincente y disponible para el público, lo que permite la disrupción de la industria del entretenimiento y los medios

## Antecedentes
Tradicionalmente, los fakes audiovisuales, que más adelante terminarían nombrándose deepfakes, eran aquellas obras que pretendían engañar a través de los estímulos visuales y auditivos, como sería el caso del cine, la televisión e internet. En inglés, también se les designaba como mockumentaries (documentales falsos), los cuales utilizaban técnicas y códigos típicos del documental para generar al espectador la sensación de que la historia que se le estaba contando era cierta, aunque siempre había un aviso de los autores informando que el contenido era falso. Un ejemplo lo encontramos en la emisión radiofónica "La guerra de los mundos", dirigida y narrada por Orson Welles en 1938. Este episodio causó el pánico a millones de estadounidenses, los cuales se habían creído como verdadera la adaptación radiofónica de la novela de Herbert George, que afirmaba que se estaba produciendo una invasión extraterrestre en la Tierra, aunque varios avisos habían subrayado que era una narración ficticia. Es así como se puede ver que los deepfakes ya hace muchos años que en cierto modo se habían empezado a crear, antes del episodio de reddit en 2017. Un ejemplo aún más primitivo que los anteriores es el retrato del presidente de los Estados Unidos, Abraham Lincoln, datado del 1865. En este, el rostro del presidente fue superpuesto encima la cabeza de una impresión más antigua, donde aparecía John C. Calhoun apoyado encima un escritorio de una sala azulejada, impresión realizada por A.H. Ritchie en 1852. Por último, también habría que destacar el momento histórico donde el explorador y médico estadounidense Frederick Cook presentó públicamente una serie de pruebas audiovisuales (archivos sonoros y fotografías) afirmando que había llegado al Polo Norte en 1908, cuando no fue así. Por suerte, al cabo de unos años se consiguió desmentir la falsa noticia. Es así como a partir de esta manipulación constante que se ha estado utilizando continuamente durante décadas, que el término mockumentary terminó contradiciéndose a sí mismo. Como explica Vicente Díaz Gandasegui:
“El concepto de “falsos documentales” encierra una contradicción en si misma por cuanto el adjetivo falso precede al sujeto documental, el cual hace referencia a un material que pretende reflejar la realidad. Realidad y falso son términos que en nuestra cultura se plantean tradicionalmente como opuestos pero, sin embargo, el desarrollo de tecnologías capaces de recrear la realidad con total fidelidad ha hecho que aparezcan estos espacios intermedios e híbridos que combinan la realidad y la irrealidad.“ 
Finalmente, en 1997 se creó el que realmente se podría considerar el antecedente más cercano a lo que actualmente se conoce como deepfake. Se trata del programa “Video Rewrite”, el cual consiguió por primera vez modificar las imágenes de un vídeo donde una persona hablaba para representar que estaba diciendo unas otras palabras reproducidas a partir de una pista de audio diferente. Este programa fue el primer sistema en establecer conexiones entre los sonidos producidos por el sujeto del vídeo y la forma de su cara mediante técnicas de aprendizaje automático de un ordenador.

## Técnicas de uso

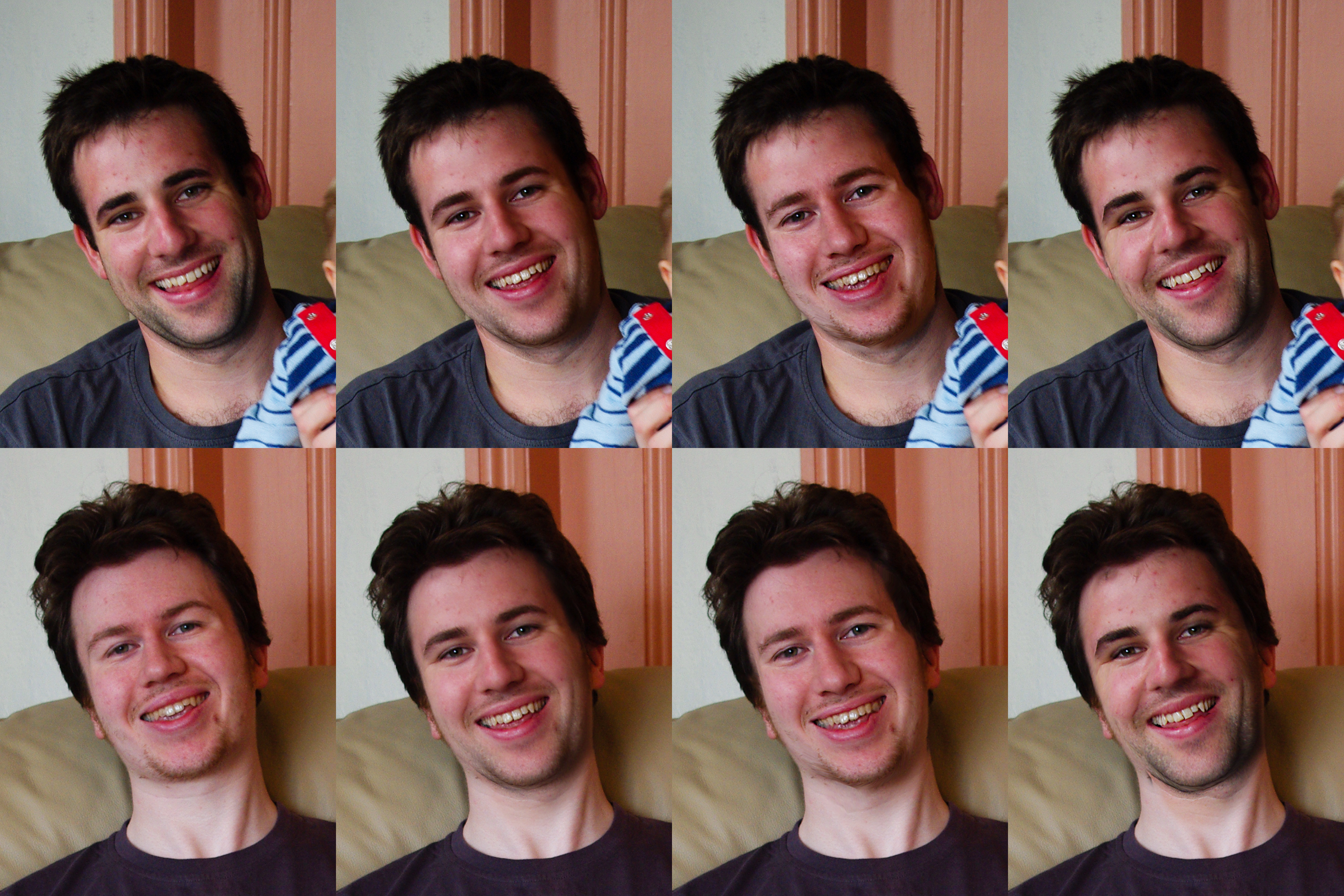
Tecnología deepfake utilizada para crear morphing facial.

Los deepfakes utilizan los algoritmos RGAs del cual dos modelos de Aa (Aprendizaje automático) son presentados con objetivos antagónicos. El primer modelo de Aa es alimentado una base de datos de referentes visuales, ya sean fotografías o vídeos y con esta base empieza a generar imágenes falsificadas. El otro modelo por su parte se encarga de detectar las imágenes falsas creadas por el primero modelo, este ciclo se repite hasta que eventualmente el primer modelo logra generar una imagen que el segundo modelo no logra identificar como falsa.
Teniendo lo anterior presente, es claro ahora entender por qué el uso de esta tecnología ha sido dirigida primordial mente a figuras públicas. Debido a la vasta cantidad de contenido audiovisual que existe de estas personas, es fácil alimentarselas a la base de datos del modelo para poder crear imágenes falsas convincentes.

### Métodos para combatirdeepfakes
Actualmente, las técnicas para identificar deepfakes han conseguido llegar a un nivel de precisión del 86, 6%, lo cual está muy bien, pero en un futuro se tendría que poder asegurar llegar al 99% de seguridad y consistencia. Los métodos que hoy en día se están utilizando para identificar los deepfakes y por el momento han funcionado correctamente son varios.
Uno de ellos es el de análisis de metadatos, información textual sobre la producción del archivo multimedia (cámara, ISO, data de creación...),  para ver si la imagen ha estado manipulada previamente. Es posible modificar los metadatos pero la gran mayoría de archivos contienen la información de los programas de edición utilizados, facilitando así, la identificación de las intervenciones en los archivos. No es totalmente eficaz pero puede ser un buen método de detección preliminar de deepfakes.
Otro sistema as analizando el nivel de error (ELA, Error Level Analysis) de los métodos de compresión de imágenes de archivos como JPG, que al comprimirse pierden información. Así pues, hace falta saber que las imágenes editadas acostumbran a tener áreas con diferentes niveles de artefactos de compresión, ya que han estado sometidas a varios sistemas de compresión.
También se podriá intentar identificar los artefactos visuales, residuos de la creación de rostros falsos con deepfakes, de los que se pueden destacar 3:
1. Que la fusión de las diferentes imágenes utilizadas para crear la falsa no sea totalmente coherente y falle en consistencia global. Como por ejemplo, que el iris del ojo derecho tuviera un color diferente al izquierdo, con excepción de los pocos casos de heterocromía.
2. Que se produzca un error de iluminación imprecisa y distorsionada en las figuras debido al intento de fusionar varias imágenes con diferente luz. Eso terminaría provocando que la imagen final no tuviera total coherencia lumínica.
3. Que se produzca un error geométrico en los ajustes morfológicos de los rostros y figuras humanas, especialmente expresado en bordes fuertes o tacas muy contrastadas alrededor de los límites faciales de la máscara que afectarían zonas como la de la nariz, la cara o las cejas.

Por último, se ha descubierto que a menudo los deepfakes tienen errores en la estructura de los rostros. Eso se debe al hecho que se crean a partir del reemplazo de partes del rostro original con imágenes faciales sintetizadas, y como las personas tienen estructuras de la cara diferentes, la tecnología de los deepfakes no acaba de conseguir garantizar que todos los puntos de referencia identificados por la computadora se alineen correctamente.
Otros elementos de identificación son el hecho que los vídeos creados artificialmente acostumbran a ser demasiado perfectos en cuanto a imagen, produciendo así que les falte aquellas imperfecciones de los vídeos grabados de verdad en el mundo físico real. Por otra parte, también se han creado nuevos algoritmos que pueden llegar a percibir el flujo de sangre en las personas que aparecen en los vídeos.
Por lo que hace referencia a la voz, como más cortos sean los audios, más difícil será poder detectar si as sintético o no, y la calidad tanto del sonido de la voz como del sonido de fondo también hará que sea más fácil o no de distinguir un audio falso de uno de verdadero. Consecuentemente, como más clara sea la grabación de la voz y menos sonido de fondo tenga, más fácilmente identificable será el engaño. Hay que destacar, que en comparación con los vídeos, los audio deepfakes sí que son mayoritariamente identificables por ordenadores, aunque seguramente no lo sean tanto para el oído humano a simple vista. Cada segundo que una persona habla, su voz contiene de entre 8.000 y 50.000 datos que pueden ayudar al ordenador a verificar su autenticidad. Un ejemplo sería la rapidez en la que los humanos pueden pronunciar determinados sonidos con los músculos de la boca y las cuerdas vocales. Por otro lado, al analizar una voz de un audio también es importante fijarse en la pronuncia de los sonidos fricativos, ya que a los sistemas de deep-learning les cuesta mucho diferenciar esos sonidos con posibles ruidos. Por último, otro elemento que les cuesta distinguir es el final de las frases con el sonido de fondo, hecho que hace que los deepfakes puedan contener momentos donde la voz se aleje del micrófono o teléfono más a menudo del que una persona acostumbraría a hacer.

## Aportaciones útiles
Aunque los deepfakes normalmente se utilizan con intenciones fraudulentas, también ha habido personas que han querido aprovechar satisfactoriamente este nuevo avance tecnológico como un aporte en diversos ámbitos.

### Ámbito cinematográfico

La primera actriz de cine impulsada por IA: una ciber Ornella Muti del videoarte de Joseph Ayerle "Una emoción para siempre 2.0" (2018).

En un momento donde un actor o actriz se quedara sin voz en un rodaje, en vez de haber que detenerlo hasta que esa persona se recuperara, se podría simular su voz a partir de áudio deepfakes. Por otro lado, también se podrían corregir errores de escenas en la etapa del montaje, modificando un rostro o movimientos de una persona por otros, en caso de que no fueran los deseados. Hasta se podría conseguir realizar películas con actores que ya hubieran fallecido o doblajes de forma automática y en cualquier lengua, aunque eso supondría la eliminación del trabajo de los actores de doblaje y sería muy grave. Hay que destacar per, que ya se ha empezado a experimentar con alguna es estas técnicas en el ámbito cinematográfico, razón por la cual se ha podido avanzar tanto en el realismo de las películas de animación o en los efectos especiales en general.

### Ámbito educativo
Un ejemplo sería la exposición permanente de arte titulada Dalí Lives, que se creó el 2019 en el Dalí Museum en San Petersburgo (Florida). Antes de morir, el mismo Dalí en una entrevista afirmó: “Generalmente yo creo en la muerte, pero en la muerte de Dalí, claramente no”. Así pues, se puede ver en esta exposición como hacen realidad su opinión reviviendo al pintor con un deepfake construido a partir de unos 6.000 fotogramas existentes de entrevistas suyas, 1.000 horas de aprendizaje automático para que el algoritmo de inteligencia artificial reprodujera con precisión el rostro de Dalí en diferentes posiciones, falseando las expresiones faciales a través de un actor, y la voz realizada por un doblador profesional capaz de imitar el acento particular de Dalí. La novedad no solo es que a partir de esa tecnología se pueda mostrar el pintor vivo en la actualidad, sino que además se pueda dotarlo de tal inteligencia artificial que pueda ser capaz de interactuar con el público, casi como si fuera un dispositivo Alexa. La sorpresa final, también impresionante, es que siempre termina la conversación preguntando a los visitantes si se quieren hacer una selfie con él, se gira y toma una, la cual después te puedes enviar en el móvil. Otro ejemplo donde se podría utilizar el deepfake de forma educativa sería en la traducción automática e inmediata de conferencias online (videoconferencia), donde al modificar las expresiones faciales y de la boca del hablante para que fuera coherente la imagen con el audio traducido, mejoraría el contacto visual del espectador y facilitaría su concentración y aprendizaje en el tema.

### Ámbito social
Se cree que se podría utilizar deepfakes para ayudar a las personas a enfrentarse con la pérdida de seres queridos, reviviéndolos durante unos minutos para así permitir a los familiares despedirse del difunto definitivamente, en caso de que no hubieran tenido la oportunidad de hacerlo en el momento adecuado. Además, también habría la posibilidad de poder ayudar a personas con Alzheimer a interactuar con rostros jóvenes que podrían recordar de otras épocas de su vida. Respecto al audio, aquellas personas que por culpa de alguna enfermedad hubieran perdido su voz, se les podría volver a crear para que pudieran interactuar verbalmente con la gente. Eso ya se ha visto con el caso de Stephen Hawkings, aunque su tecnología no intentaba simular la voz que él tenía anteriormente. Quien realmente fue uno de los primeros en llevar a cabo esa innovación fue el crítico cinematográfico Roger Ebert, quien al perder su voz a causa de un cáncer, la quiso volver a recuperar con el uso del audio deepfake. Esa operación la llevó a cabo la compañía CereProc con éxito, a partir de muchas horas de audio de la voz de Ebert cuando aún tenía voz para que el ordenador la pudiera procesar y crear de cero sintéticamente.

### Ámbito empresarial
Un ejemplo muy claro e ilustrativo del empleo de deepfakes en el ámbito empresarial es la posibilidad que uno pudiera probarse la ropa por internet a través de un personaje artificial creado a partir de un deepfake con las propias proporciones, figura, etnia y rostro del cibernauta, elemento que sería totalmente revolucionario y útil en el comercio electrónico (e-commerce). Por otro lado, en los videojuegos, el audio deepfake ha supuesto un gran avance en la mejora de su contenido, ya que permite los personajes puedan hablar en directo de forma muy realista, a diferencia de hace unos años, donde su intervención era muy falsa y estática.

## Peligros y preocupaciones
El nivel de precisión y verosimilitud de los deepfakes, los cuales mejoran constantemente a un ritmo muy elevado, hace que cada vez sea mucho más difícil de diferenciar un vídeo, una imagen o un audio falso de uno de real, porque mientras difundir información falsa es mucho más sencillo, comprobar y autentificar la información cierta es bastante más complicado. Actualmente en EE.UU, por ejemplo, un estudio del Pew Research Center ha afirmado que uno de cada cinco usuarios de internet se informa de las noticias de actualidad a través de la plataforma de YouTube, mientras la segunda más popular es Facebook, dos webs donde la facilidad para crear un canal propio y promocionarlo de informativo es absolutamente sencillo, rápido y eficaz. Eso obliga a los informáticos a intentar encontrar inmediatamente soluciones para afirmar, comprobar y autentificar el contenido informativo de las redes sociales para evitar que personas con intenciones malévolas manipulen la opinión pública.

Por otro lado, el hecho que este tipo de vídeos y fake news se difundan por las redes sociales tan rápidamente, llegando a millones de personas, está empezando a generar una crisis de fiabilidad de información importante con impactos negativos en la sociedad que actualmente ya es muy presente y se llama information apocalypse o “infopocalypse”. Consiste en la idea de que la población, al estar tan habituada a encontrarse delante de información engañosa, hasta vídeos y audios, hace que consecuentemente empiecen a dudar de la credibilidad de toda la información que consumen. Así pues, al final, muchos acaban descartando ideas ciertas como falsas simplemente por el hecho que se han acabado aferrando a la idea de que cualquier cosa que ellos no quieran creer, será falsa. Como dice la investigadora Aviv Ovadya en The Washington Post: 
“It’s too much effort to figure out what’s real and what’s not, so you’re more willing to just go with whatever your previous affiliations are.” 
Por este motivo, los periodistas de hoy en día tienen un trabajo clave en la elección y comprobación de autenticidad de un hecho y vídeo. Encontramos así determinados medios de comunicación que ya están empezando a formar a sus reporteros para que aprendan técnicas de detección de deepfakes y herramientas para identificar otros tipos de contenido falso. Una de les razones por las que es tan difícil identificar deepfakes es que estos parten de imágenes reales, pueden también incorporar audio con sonoridad prácticamente auténtica y realista, y una vez publicados en las redes sociales, su difusión mundial es inmediata. Hay que destacar que estas redes son el target perfecto para los creadores de deepfakes, ya que es donde se difunden de manera más fácil y rápida las conspiraciones, los rumores y la información falsa. Consecuentemente, la peligrosidad de esta nueva tecnología en la era en la que estamos la explican muy bien Robert Chesney y Danielle Citron en un artículo de Foreign Affairs:
"Deepfakes have the potential to be especially destructive because they are arriving at a time when it already is becoming harder to separate fact from fiction." 
Por otro lado, con la llegada del audio deepfake se han tenido que tomar medidas importantes y profundas sobre todo en la seguridad de las llamadas telefónicas. Antes que se pudiera clonar la voz con inteligencia artificial ya era recurrente encontrarse con situaciones en donde criminales intentaban robar dinero mediante llamadas y se había llegado a prevenir muchas estafas. El problema pero, es que la diferencia entre una voz robótica y una de humana en un futuro próximo será muy difícil de diferenciar, sobre todo si se hace a través de un teléfono, ya que el audio resultante siempre acabará adquiriendo un tono de voz mucho más distorsionado que de normal. Además, cada vez se requerirá menos minutos y material de audios para poder falsificar la voz de una persona. Otra situación habitual también podría ser, en vez de tener el objetivo de robar dinero, intentar robar contraseñas importantes a diferentes personas haciéndose pasar por familiares cercanos.
Cabe añadir la posibilidad de utilizar la inteligencia artificial para cometer delitos que desemboquen en un fuerte daño moral para las víctimas, como por ejemplo la simulación de un vídeo erótico de una persona para pasar posteriormente a su difundirlo. De hecho, ya existen aplicaciones capaces de generar este contenido y algunos países como el Reino Unido o Estados Unidos de América ya se han pronunciado a favor de prohibir y penalizar dichas conductas.
A nivel de preocupación ciudadana, se ha podido observar que rara vez las personas se dejan engañar por completo por este tipo de falsificaciones, aunque la exposición a deepfakes aumenta la desconfianza hacia los medios de comunicación y  las noticias. A su vez, los deepfakes tienen la capacidad de modificar recuerdos, generando recuerdos falsos y por ende, las personas pueden adoptar actitudes fundamentadas en algo que nunca ocurrió. De esta forma, se podría crear un vídeo falso de un político donde se dejase a este en una mala posición y reproducirlo ante toda la ciudadanía. Ello provocaría una visión negativa del pueblo, que ya no querría votar al susodicho. Si bien algunos de los oyentes podrían detectar que se trata de un contenido falso, el impacto a la población ya se hubiera producido y no todo el mundo sería capaz de ver tras la mentira.
A pesar de estas consecuencias negativas, lo cierto es que es probable que con el tiempo las personas acaban acostumbrándose a los deepfake y sepan diferenciar la realidad de la ficción. Esto ya ha pasado anteriormente, por ejemplo, con los anuncios publicitarios, donde la imagen que se proyecta ha estado minuciosamente seleccionada y editada y difiere del producto real. Ello es conocido por los consumidores, que tras años de ver anuncios similares, ya se han amoldado a este tipo de falsificación de la realidad y saben que lo que ven ahí es algo distinto del producto que pueden acabar adquiriendo.

## Impacto en los medios

### Cine
La actriz noruega Ingvild Deila interpretó a la Princesa Leia en Rogue One: una historia de Star Wars, aunque su cara no apareció en la gran pantalla. Gracias a las mismas técnicas que se utilizan en el Deepfake se pudo ver a una jovencísima Carrie Fisher, aunque estaba a punto de cumplir los 60 años en el momento del rodaje. Algo más adelante, Carrie Fisher falleció durante el rodaje y se volvieron a aplicar nuevamente las mismas técnicas. Aun así, el mundo del cine se encuentra debatiendo la posición legitima y las oportunidades que esta tecnología brinda a la producción de contenido audiovisual. Existen diversos canales de Youtube que implementan estas tecnologías en películas populares para mostrar el poder de estos software. Estos vídeos varían de entrevistas en las cuales sobreponen la cara de una figura pública en el cuerpo de la persona entrevistada, o recrean escenas famosas que pareciera que fueron llevadas a cabo por otro actor.

### Pornografía
Las técnicas deepfake se popularizaron en el mundo mediante el surgimiento de contenido pornográfico en el año 2017, los primeros vídeos se vieron publicados en la plataforma Reddit siendo prohibida inmediatamente por sitios como el mismo Reddit, Twitter y Pornhub. En otoño de 2017, un usuario anónimo de Reddit bajo el seudónimo "Deepfakes" publicó varios vídeos pornográficos. El primero vídeo que atrajo la atención de la prensa fue uno en el que protagonizaba a la actriz Daisy Ridley el cual causó el primer debate acerca de este contenido falsificado. Al poco tiempo surgió otro vídeo bajo la misma cuenta de "Deepfakes" el cual protagonizaba a la actriz Gal Gadot siendo parte de otro vídeo pornográfico. La noticia de este vídeo fue cubierta por Vice por la reportera Samantha Cole en el cual hace una investigación detalla del origen de esta tecnología emergente y la comunidad de pornografía falsa que surgió a partir de estos vídeos. Hay que destacar que aunque el vídeo resultante es completamente falso (deepfake) no ocurre lo mismo con los vídeos pornográficos sobre los que se habían superpuesto los rostros de ambas actrices.
En la sección técnica y científica de la revista Vice se informó por primera vez sobre el tema en diciembre de 2017, lo que llevó a su amplia difusión en otros medios. La atención traída al tema por los reportajes hechos alrededor del mundo llevaron a que al poco tiempo una persona creara una aplicación que facilitaba el uso de estas tecnológicas. Al poco tiempo de que esta aplicación se lanzara al público, se especula que logró alcanzar aproximadamente las 100,000 mil descargas. Actualmente aunque se han buscando alternativas para contraatacar este contenido falso, se ha especulado que aproximadamente un 96% del contenido creado por los algoritmos de Deepfake han sido para la creación de vídeos pornográficos.

### Política
Los deepfakes han sido utilizados para desprestigiar en vídeo a políticos reconocidos.
De la misma manera como los vídeos que involucraban a las actrices Daisy Ridley y Gal Gadot lograr captar la atención de los noticiero alrededor del mundo, el mundo de la política también se vio involucrado en el desarrollo de contenido falsificado por mano de los algoritmos de Deepfake. En este caso la finalidad del uso de este software es disfamar la imagen y la opinión de las figuras políticas mediante la creación de discursos falsos. A mediados de abril de 2018 el actor y director Jordan Peele publicó un vídeo en el que mediante la falsificación de un discurso del expresidente Barack Obama buscaba llamar la atención a las consecuencias que esta tecnologías podrían tener. Desde ese entonces ha habido un incremento en la producción de vídeos que involucran a políticos tales como uno publicado en el 2019 que consiste en sobreponer la cara del presidente Donald Trump sobre la actuación del comediante Jimmy Fallon.
Actualmente con la cercanía de las elecciones presidenciales norteamericanas del 2020, se ha visto un incremento de debates en relación con el tema de los deepfakes y la falsificación de contenido audiovisuales. Existen figuras políticas tales como Marco Rubio que han comparado esta tecnología emergentes como las armas nucleares del siglo XXI. En junio del 2019 la House Intelligence Commitee en Estados Unidos llevó a cabo una serie de debates y audiencias que giraron en torno a los riesgos que los deepfakes presentaban a la integridad política del país.
Comunicados ficticios del presidente ucraniano Volodímir Zelenski sobre la rendición del país en el contexto de la invasión rusa a Ucrania fueron compartidos por la Federación Rusa en 2022.
En 2025 el gobierno de Javier Milei instrumentó una campaña de difamación contra una periodista opositora que incluyó el uso de deepfakes con contenido sexual.

## Deepfake malware
El DeepfakeMalware es una forma de software malicioso que aprovecha la tecnología de Inteligencia Artificial para manipular imágenes y videos y así producir representaciones muy convincentes pero falsas de personas, situaciones o eventos con un fin malicioso como el de difundir desinformación, cometer fraudes financieros o realizar ciberespionaje. 
El DeepfakeMalware puede manipular la opinión pública creando narrativas falsas difíciles de detectar. Por ejemplo, durante un período electoral. La desinformación causada por este malware puede causar pánico y confusión en la población. Otro de los usos que puede tener DeepfakeMalwares el de obtener ganancias financieras. Los atacantes pueden utilizar esta tecnología para hacerse pasar por altos ejecutivos y persuadir a los empleados para que transfieran fondos a cuentas fraudulentas. En cuanto al ciberespionaje, los atacantes pueden crear deepfakes de personas con acceso a información confidencial para así obtener acceso a datos valiosos o comprometer sistemas.
El DeepfakeMalware supone un riesgo de seguridad cibernética creciente que tiene el potencial de causar daños significativos a individuos y organizaciones. Es crucial tomar medidas si se detecta el uso de DeepfakeMalware. Para garantizar la seguridad, es recomendable que éste se elimine de forma segura mediante el uso de un recurso antimalware actualizado. Permitir que se propague poco a poco puede generar una situación grave y fuera de control si no se toman las medidas adecuadas.
Un ejemplo de una situación real en la que se ha hecho uso de deepfake malware es el caso de un ciberdelincuente que utilizó tecnología deepfake para hacerse pasar por un ejecutivo de alto rango. El sujeto se infiltró en una videoconferencia interna de una corporación multinacional. Durante la conferencia, el atacante logró extraer información confidencial de la empresa y la vendió en la dark web, lo que provocó grandes pérdidas financieras y daño a la reputación de la empresa.

## Ética y regulación de las deepfakes
El continuo avance de la tecnología, como la Inteligencia Artificial, y dentro de ella las Deepfakes, supone numerosas oportunidades y beneficios en distintos sectores (artístico, empresarial, médico…) pero a la vez conlleva desafíos y riesgos (como el acceso online a nuestra imagen y con ello a una parte importante de nuestra privacidad) lo que hace necesaria la definición y constante adecuación de una ética digital. Al igual que la tecnología la tecnoética tiene que estar en constante evolución y adaptación.
Los principios éticos y la legislación no deben ir a la zaga del desarrollo tecnológico, no puede suceder como en el caso de la aprobación de las leyes de protección de datos personales; el Reglamento General de Protección de Datos (RGPD) fue aprobado en 2018 cuando Google llevaba ya 20 años recopilando y utilizando nuestros datos. La privacidad en Internet ha llegado a ser uno de los aspectos que más preocupan tanto a gobiernos, como a organizaciones privadas y a los propios ciudadanos, por ello la Unión Europea creó un marco legal para proteger los datos de las personas (RGPD) de obligado cumplimiento tanto para las empresas como para los particulares. Los usuarios deben conocer los riesgos éticos y legales respecto a la privacidad que hay por ejemplo al compartir un video privado en un grupo de WhatsApp.
Con la aparición de las redes sociales y su gran capacidad de difusión, tanto en tiempo, por la rapidez, como en espacio, pues actúan a nivel mundial, es responsabilidad del internauta no difundir noticias o datos falsos o sujetos a protección para no contribuir a su propagación. No es sólo un deber moral sino también legal, pues la recepción y posterior difusión de determinado contenido puede constituir un delito (por ejemplo, divulgar un video pornográfico sin el consentimiento de la persona afectada puede acarrear pena de privación de libertad).
Este continuo avance de la IA implica que el realismo de las imágenes aumenta constantemente. Además, la tecnología es cada vez más accesible a cualquier usuario (hay incluso aplicaciones gratuitas, como el caso del software Deep Nostalgia que permite animar fotografías antiguas), por lo que hoy en día no sólo los expertos pueden crear Deepfakes. Con ello se incrementan las oportunidades de edición y uso de deepfakes tanto de forma provechosa como, lamentablemente, también de forma fraudulenta.
Por ello hay que educar a los usuarios en el uso de estas tecnologías con la alfabetización digital moral o ética y fomentando el espíritu crítico. Uno de los efectos más perjudiciales de las deepfakes es que la sociedad tenga “confianza cero”, que las personas, a fuerza de ser bombardeada con falsedades, no se molesten en distinguir la mentira de la verdad. En ese momento es donde el pensamiento crítico debe actuar.
Por otro lado, los países y organismos internacionales deben regular el uso de estas herramientas dictando normas y leyes no solo de ámbito nacional sino también a nivel internacional, pues el mundo digital es un mundo globalizado que traspasa las fronteras de los países.
En tercer lugar, en la lucha contra el uso indebido de la IA deben desarrollarse sistemas digitales basados también en IA que distingan imágenes reales de las manipuladas, como ya se hace con los bulos informativos (fakes news). Los sistemas de detección actuales no son capaces todavía de bloquear una deepfake fraudulenta (Deepfake malware) de manera inmediata.
La ética digital busca definir códigos para un correcto comportamiento tanto de los usuarios particulares, como de los profesionales y las corporaciones y empresas del sector, dictando principios de actuación, así como derechos y deberes. Es importante tener en cuenta que la ética no depende de las máquinas o los procesos sino de las personas que los diseñan, comercializan, difunden o utilizan. Los delitos tecnológicos no se regulan por las herramientas utilizadas sino por el uso que se hace de ellas según la intencionalidad y el resultado.
En el foro de Davos en 2019 40 grandes empresarios a nivel mundial acordaron una Declaración digital que definía los principios fundamentales sobre los que basar la ética digital. La evolución de la IA es difícil de predecir por ello es uno de los grandes retos de la ética. A nivel internacional se han fijado unos principios básicos, pero se trata únicamente de recomendaciones, no son vinculantes, no suponen un compromiso real.
- De manera genérica, la IA debe evolucionar para el bien común y beneficio de la humanidad
- Se debe buscar la inteligibilidad y la equidad
- No debe usarse para disminuir derechos o la privacidad de individuos, familias o comunidades
- No debe aumentar la brecha digital, es decir, todos los individuos tienen derecho a ser educados para poder usar la IA
- Nunca se debe adjudicar a la IA la potencialidad autónoma de lastimar, destruir o engañar a los seres humanos
Por su parte, las empresas usuarias de deepfakes o cualquier sistema de IA que cree o modifique imágenes o sonidos susceptible de inducir a confusión, deberán “autorregularse” es decir, definir una ética de actuación interna que evite el uso malicioso de estas técnicas y tendrá que declarar expresamente que el contenido de determinado video o audio ha sido manipulado. 
Facebook, Twiter, Google deben cumplir sus compromisos de contribuir a la alfabetización y de controlar sus plataformas para frenar la difusión de imágenes y audios (deepfakes) que perjudiquen a una víctima, aunque, como reconocen los expertos, impedir la difusión por una aplicación de mensajería como Whatsaspp es casi imposible si no colaboran los usuarios.
En lo que se refiere a las personas fallecidas, éstas conservan los derechos personales y son los herederos los que pueden disponer de la imagen, si no se ha previsto en contrario. La idea de herencia digital es actual, pero ya se hace alusión a ella en la normativa de distintos países protegiéndose el derecho al honor, a la intimidad personal y familiar y a la propia imagen, regulándose el modo de actuar en el uso de la imagen de un fallecido.
Un informe redactado en colaboración por EUROPOL, TrendMicro y UNICR116 en 2021 determinó el uso fraudulento de las deepfakes en casos de ciberacoso, fraude documental, pornografía no consentida, falsificación y manipulación de pruebas en procesos penales, alteración de mercados financieros, desinformación y manipulación de la opinión pública en procesos electorales y otros ámbitos, instigación de la polarización política, explotación sexual infantil online, falsificación de identidad y apoyo a grupos extremistas.
Ante estos hechos, extremadamente graves, se hace cada vez más necesario la alfabetización tecnoética y concienciar a la población, en especial a los más jóvenes, de los riesgos del mal uso de esta tecnología, pues muchas veces no se tiene percepción de estar cometiendo un delito con el uso de móviles, ordenadores, aplicaciones y redes sociales.
La dificultad en legislar sobre uso de deepfakes radica por un lado en respetar los derechos y libertades fundamentales y no frenar el desarrollo y creación de esta tecnología, pero también por la dificultad en atribuir responsabilidades en la autoría y difusión de los contenidos.
En las distintas partes del mundo la visión de la cuestión es diferente, por ello la forma de abordar su regulación es distinta. “Mientras que en EEUU la preocupación está relacionada con temas de patentes y propiedad intelectual, en la UE se han concentrado especialmente en ciberseguridad y privacidad de la información. En Latinoamérica parece haber una tendencia más cercana al uso ético de la tecnología” (Percy Diez Quiñones, coordinador del Observatorio Tecnológico de la Universidad de Lima 2023.
En EEUU los estados de Virginia y California han legislado sobre las deepfakes pornográficas (2019) y Texas, también desde 2019, ha prohibido su difusión en época electoral. En China desde 2020 están totalmente prohibidos estos contenidos.
La primera normativa integral sobre la IA en el mundo es la Ley de Inteligencia Artificial de la Unión Europea que pretende ser aprobada a finales de 2023. Esta ley propone que los sistemas de IA se clasifiquen, según el riesgo que supongan para los usuarios, en varios niveles de peligro; riesgo inaceptable, riesgo alto, riesgo limitado y riesgo mínimo, que implicarán mayor o menor regulación y obligaciones para proveedores y usuarios.
En el caso de las deepfakes la Unión Europea considera que tienen riesgo limitado y deben cumplir unos requisitos mínimos de transparencia que permita al usuario tomar decisiones con conocimiento. El usuario debe ser consciente de que está interactuando con una IA. En Latinoamérica Perú, por ejemplo, aprobó en mayo de 2023 una ley para promover el uso de la IA en beneficio de la ciudadanía con el fin de fomentar el desarrollo económico y social del país, debiéndose adoptar un comportamiento ético en su uso. Colombia por su parte, opta por sumarse a las tendencias internacionales y en 2022 adoptó las recomendaciones de la UNESCO. El exministro colombiano de Tecnologías de Información y Comunicaciones David Luna considera que “Se necesitan parámetros de protección de datos y uso ético de la IA, pero no frenar el uso de nuevas tecnologías” Chile por su parte propone una normativa más parecida a Europa, basada en los riesgos potenciales de cada modelo de IA. Además, los proveedores para operar en el país deberán solicitar el permiso de una Comisión creada al efecto.